# Relaciones España-Guyana
Las relaciones España-Guyana se refiere a las relaciones bilaterales entre estos dos países. La embajada de Guyana en Bélgica está acreditada para España. La embajada española en Puerto España, Trinidad y Tobago, está acreditada para Guyana, además España tiene un consulado honorario en Georgetown.

## Relaciones históricas
Las desembocaduras del Esequibo y el Orinoco, y toda la costa de Guayana fue conocida y explorada por Alonso de Ojeda y Pedro Alonso Niño, que llegaron a Demerara en 1499, como queda referido por Juan de la Cosa, quien cartografió además la zona. El punto en el que tocaron tierra fue llamado Cabo de San Alonso.
Entre 1530 y 1531, Diego de Ordás conquista y coloniza toda la costa guayanesa, y en 1594 España toma posesión oficialmente de la Provincia de Guayana, que comprendía la Guayana Esequiba actualmente reclamada por Venezuela. Se cree que hasta la invasión holandesa de 1615, más de 2000 colonos españoles ocuparon este territorio. (las estimaciones más moderadas la reducen a un máximo de cien o poco más colonos hispanos y el resto hasta 2.000 serían indios o mestizos civilizados venidos de la actual Venezuela).

## Relaciones diplomáticas
La Embajada de España en Puerto España está acreditada ante Guyana desde 2008, habiéndose confirmado el nombramiento oficial de un Cónsul Honorario de España en el país a principios de 2012. El Embajador José María Fernández López de Turiso presentó sus Cartas Credenciales ante el presidente de la República de Guyana en abril de 2014.

## Intercambio de visitas

### Personalidades españolas que han visitado Guayana
En mayo de 2014, el ministro de Asuntos Exteriores y de Cooperación, José Manuel García Margallo visitó Georgetown con ocasión de la celebración de la reunión del COFCOR (reunión de Ministros de Asuntos Exteriores) de la CARICOM.

### Personalidades de Guayana que han visitado España
En junio de 2014 el ministro de Turismo, Industria y Comercio de Guyana, Mohamed Irfaan-Ali, viajó a Madrid para participar en un Seminario sobre turismo organizado por la EOI (Escuela de Organización Industrial) junto con el Ministerio de Asuntos Exteriores y de Cooperación, el Ministerio de Industria, Energía y Turismo y el Instituto de Turismo de España.
Antes, y con ocasión de la VI Cumbre UE/ALC que tuvo lugar los días 17 a 19 de mayo de 2010, la entonces (y actual) Ministra de Asuntos Exteriores, Carolyn Rodrigues- Birkett, viajó a España. Fue la segunda visita de relieve por autoridades guayanesas a nuestro país después de que el entonces Ministro de Turismo, Industria y Comercio, Manniram Prashad, visitara nuestro país para asistir a la IV Cumbre UE/ALC en julio de 2008.